# Geographische Rundschau
Die Geographische Rundschau GR ist eine deutschsprachige Zeitschrift für Geographie und wird vom Westermann Schulbuch-Verlag seit 1949 herausgegeben.
Inhaltlich deckt die Zeitschrift sowohl die Physische Geographie als auch die Humangeographie ab. Sie richtet sich an ein breites Publikum, dazu zählen beispielsweise Wissenschaftler, Studenten und Geographie-Lehrer. Die Zeitschrift erscheint zehn Mal im Jahr in Form von Themenheften, welche auch einzeln bezogen werden können.